# Crash Boom Bang!
Crash Boom Bang!, conocido en Japón como Crash Bandicoot Festival (クラッシュ バンディクー フェスティバル), es un videojuego desarrollado por Dimps y publicado por Sierra Entertainment para la consola Nintendo DS. Fue lanzado en Japón el 20 de julio de 2006, en América del Norte el 10 de octubre de 2006, en Europa el 27 de octubre de 2006, y en Australia el 2 de noviembre de 2006. Se trata del primer (y hasta ahora único) juego de la serie Crash Bandicoot a ser desarrollado por una empresa japonesa, la primera en ser lanzada en Japón antes de que Estados Unidos.
Crash Boom Bang! es la décima tercera entrega de la serie Crash Bandicoot y una secuela indirecta a otro videojuego de la serie, Crash Bash, además de ser el primer juego de la serie que se lanzará exclusivamente para Nintendo DS. La historia se centra en un premio multimillonario que utiliza los personajes de la serie para descubrir un objeto poderoso llamado el "Superpotenciador de los cristales". Este juego es parecido al Crash Bash en sí ya que ambos traen minijuegos. 
El juego ha recibido una recepción crítica bastante negativa, principalmente por la unanimidad en su lanzamiento, el poco humor, los gráficos "origami" y por ser un videojuego muy difícil.

## El Juego
Crash Boom Bang! es un juego de mesa y minijuegos, ya que cada área de juego está dividido en un número de plazas. El juego tiene lugar entre los cuatro jugadores, con el equipo asignado a los jugadores de recambio. Todos los jugadores tiran al mismo tiempo dados. El número de cada jugador es la cantidad de cuadrados que se mueven hacia adelante. Según el tipo de plaza que el jugador aterriza en, fruta Wumpa (que se utiliza como puntos durante la carrera) se puede ganar o perder, un elemento se obtiene, un evento especial puede ser activado, o un minijuego puede comenzar. Si un jugador llega a un tenedor en el camino el jugador tendrá que seleccionar la dirección deseada, ya sea con el lápiz o el teclado de control. 
En el modo aventura, los personajes deben competir en una carrera por el Super Potenciador de Cristales. Esta carrera se compone de seis etapas, cada uno con pequeños sub-mapas. El anfitrión de la carrera, el vizconde, establece una tarea para cada etapa. Esta tarea debe ser completada antes de que el jugador puede continuar a otro mapa. El jugador con más puntos es el ganador de la etapa. El ganador general de todas las etapas es el ganador de la carrera. En el modo Festival, el juego es básicamente el mismo que en el modo aventura , con la excepción de la posibilidad de seleccionar las etapas para jugar libremente. En el modo de la Mi Sala, el personaje del jugador tiene su propia habitación en la que él o ella puede jugar minijuegos que se han recogido en el modo Aventura, ver una colección de elementos obtenidos en el modo Aventura, o crear un panel de movimiento, en una única herramienta de comunicación en juego se puede permitir que los mensajes personalizados a enviar la mitad del juego para ayudar a amigos o distraer a modo de juego de otros jugadores. Las decoraciones en Mi habitación es diferente para cada personaje. 
Crash Boom Bang! tiene cuarenta minijuegos que se puede jugar solo o contra tus amigos de forma remota. Equilibrio, sincronización y la inteligencia son necesarios para ganar estos minijuegos. Cuando un jugador no está participando en un minijuego, puede apostar fruta Wumpa en el ganador. Si el jugador tiene un tema especial, el jugador puede acceder a la pantalla de la tienda de la pantalla de apuestas y comprar o vender artículos .

## Personajes
Una serie de personajes de otros juegos de Crash aparecen en Crash Boom Bang!, Aunque solo ocho son jugables. Los personajes son:Crash Bandicoot, Coco Bandicoot, Crunch Bandicoot, Pura, el Doctor Neo Cortex, Tawna, Fake Crash , Pinstripe , . Todos los personajes parecen físicamente como lo hacen en obra de arte japonesa oficial de Crash Bandicoot y promociones, aunque el modelo de Crash, fue alterada por los japoneses, más se asemeja a su modelo de Crash Twinsanity. El anfitrión de la fiesta, el vizconde, es un personaje diseñado específicamente para el juego. Su nombre en la versión japonesa es "Viscount Devil", una referencia al Diablo de Tasmania en Australia. Otros personajes hacen cameos en el juego en un momento u otro, como los ayudantes de laboratorio, el doctor N. Gin, Tiny Tiger, Doctor nefarios Tropy, y Polar. Aku Aku sirve como tutor del jugador, mientras que Uka Uka sirve como un elemento de purchaseable en la tienda.

### Lista de Personajes

#### Héroes
- Crash Bandicoot
- Coco Bandicoot
- Crunch Bandicoot
- Polar
- Pura
- Aku-Aku
- Tawna Bandicoot
- Pasadena Opossum

#### Villanos
- Neo Cortex
- N.Gin
- Tiny Tiger
- N.Tropy
- Viscount Devil
- Falso Crash
- Pinstripe Potoroo
- Uka-Uka
- Nina Cortex

## Historia
Durante el desarrollo de un centro turístico de Tasmania, el vizconde encuentra un mapa de una ciudad antigua que contiene el famoso Super Potenciador de cristales. Se trata de encontrar por sí mismo, pero debido a la gran cantidad de puzles, fracasa miserablemente. En la localidad, el vizconde decide encontrar en el mundo el más inteligente y más fuerte grupo de personajes y con ellos a encontrar el Cristal para él. Se envía una invitación a Coco Bandicoot, invitándola a la carrera de Cannonball Mundial, donde el ganador gana $100.000.000. 
La carrera comienza en la Ciudad del Puerto, con los ganadores del viaje en un barco a un gran desierto. La leyenda cuenta que cuatro tablas de piedra están enterradas en algún lugar del desierto, y los concursantes son enviados a excavar en busca de ellos y llevarlos al vizconde. De acuerdo con las tablas de piedra, la ubicación real del cristal está escondido en algún lugar del mapa antiguo. Antes de que pueda investigar el asunto, el Doctor Neo Cortex cae en picada en trozos y el mapa. Como la lucha de los dos para el mapa, el mapa está hecho trizas. 
Cortex envía a sus fieles asistentes de laboratorio (N.Tropy, N.Gin, Tiny Tiger) para encontrar las piezas del mapa dispersos en la gran ciudad y llevarlos a él. Ahora que los participantes conocer el mapa, el Vizconde decide revelar sus verdaderas intenciones: el Cristal Super Grande y Poderoso puede conceder un solo deseo que quien lo obtiene, y el Vizconde está dispuesto a dar una gran suma de dinero a aquellos que ayudan a encontrarlo. Encontrar el Crystal de Poder es imposible sin la clave final, por lo que las juntas Vizconde de su avión para viajar hasta el Océano Atlántico del Norte en busca de la clave final. Pero el avión está lleno, y solo un número selecto de los concursantes son capaces de subir a bordo. Catapultado a los cielos por un volcán explosivo, los participantes son capaces de subir a bordo del avión. 
En el avión, el Vizconde le dice al grupo la historia de un explorador que encontró el número final, pero fue incapaz de encontrar el Potenciador de Cristales. Ese explorador fue el abuelo Visconde. Como el Explorador navegó de regreso a su patria para recolectar sus pensamientos, su nave chocó contra un iceberg y se hundió, teniendo al abuelo Visconde a una tumba de agua. El vizconde les dice que deben bucear y recuperar el número final, para su descarga, teniendo en cuenta las temperaturas de casi congelación. A pesar de ello, el grupo es capaz de encontrar el número final antes de la congelación a la muerte. Con todas las piezas del rompecabezas en la mano, el vizconde victoriosamente entra en la Torre, donde el Super Potenciador de Cristales espera a su dueño. Así el Vizconde está a punto de pedir su deseo, Crash pide un gran montón de fruta wumpa, y el deseo de Visconde se arruina.

## Mini-juegos
Este juego contiene más de cuarenta minijuegos, entre esos están la carrera de caballos, competencia de aviones, batalla de demolición, juegos de cartas, competencia de canoas, etc.